# Ammoniumoxalaat
Ammoniumoxalaat is een organische verbinding met als brutoformule C2H8N2O4. De stof komt voor als een reukloos en kleurloos kristallijn poeder, dat matig oplosbaar is in water.
Ammoniumoxalaat wordt gebruikt als indicator voor calciumionen. Calcium vormt met oxalaationen het slecht oplosbare calciumoxalaat. Alle ammoniumzouten zijn goed oplosbaar. Het ontstaan van een neerslag bij toevoeging van een oplossing van ammoniumoxalaat aan een andere oplossing wijst dus op de aanwezigheid van calcium.

## Synthese
Ammoniumoxalaat kan worden bereid door een neutralisatiereactie van oxaalzuur met een ammoniak:
{\displaystyle {\ce {(COOH)2+2NH3 -> (NH4)2(COO)2}}}

## Toxicologie en veiligheid
De stof ontleedt bij verhitting of bij verbranding, met vorming van giftige of corrosieve dampen, waaronder ammoniak en stikstofoxiden. Ammoniumoxalaat reageert met oxiderende stoffen.
De stof is irriterend voor de ogen, de huid en de luchtwegen. Ze kan effecten hebben op het centraal zenuwstelsel en de nieren, met als gevolg verstoorde functies en, op langere termijn, zelfs ernstige schade.